# Euphorbia mongolica
Euphorbia mongolica — вид рослин із родини молочайних (Euphorbiaceae), ендемік Внутрішньої Монголії.

## Опис
Це сіро-зелена, гола рослина заввишки 15–30 см. Стеблові листки 2–5 см, довгасто-яйцеподібні, цілі, тупі. Суцвіття зонтикове. Приквітки листоподібні, яйцювато-трикутні. Квітки жовті. Період цвітіння: літо.

## Поширення
Ендемік Внутрішньої Монголії.